# THIS EVENING FUKUOKA
『THIS EVENIG FUKUOKA』（ディス・イブニングふくおか）は、1994年4月4日から1997年4月4日までTVQ九州放送で3年間放送されていたローカルニュース番組である。協力：西日本新聞社、日本経済新聞社。